# 辛普森：美國製造
《辛普森：美國製造》（英語：O.J.: Made in America）是一部2016年五部分组成的美国纪录片，由ESPN Films出品、伊斯拉·埃德尔曼制作并导演，为ESPN出品的系列纪录片 30 for 30 的一部分。讲述美国美式橄榄球运动员O. J. Simpson的生平和谋杀案，以及谋杀案的影响。2016年1月在圣丹斯影展上首映，2016年5月开始在洛杉矶和纽约市的影院有限上映，6月11日开始通过美国广播公司和ESPN播出。该片得到广泛好评，获得第89届奥斯卡金像奖最佳纪录长片。

## 荣誉
- 美国制片人工会奖最佳纪录片
- 美国导演工会奖最佳纪录片导演：伊斯拉·埃德尔曼
- 国家评论协会最佳纪录片
- 纽约影评人协会奖最佳纪录片
- 波士顿影评人协会奖最佳纪录片
- 芝加哥影评人协会奖最佳纪录片
- 底特律影评人协会奖最佳纪录片
- 休斯顿影评人协会奖最佳纪录片
- 拉斯维加斯影评人协会奖最佳纪录片
- 独立精神奖最佳纪录片
- 第89届奥斯卡最佳纪录长片